# Blavet
Blavet je řeka ve Francii, dlouhá 148,9 km. Pramení nedaleko Bulat-Pestivien a teče jižním směrem přes území bretaňských departementů Côtes-d'Armor a Morbihan. Nedaleko Lorientu se vlévá do Atlantského oceánu. Nejvýznamnějšími přítoky jsou Doré, Sarre a Scorff zprava a Sulon, Daoulas a Ével zleva. Průměrný sklon toku činí 1,9 ‰, povodí má rozlohu 1951 km². Hlavním zdrojem vody jsou dešťové srážky.
V letech 1804 až 1825 byla většina toku na rozkaz Napoleona Bonaparte zregulována a upravena pro potřeby lodní dopravy, nachází se na ní 28 zdymadel. Ve městě Pointivy se na řeku napojuje kanál Nantes–Brest. Na Blavetu se také nachází Guelédanská přehrada z roku 1930, vytvářející umělé jezero o rozloze 3,04 km². Pro námořní lodě je řeka splavná od Hennebontu.
Výraz „blavet“ znamená v bretonštině „tryskající voda“.